# Nelson Bobb
Nelson S. "Nitzy" Bobb (Filadelfia, Pensilvania, 25 de febrero de 1924-Irvine, California, 8 de diciembre de 2003) fue un jugador de baloncesto estadounidense que disputó cuatro temporadas en la NBA. Con 1,83 metros de estatura, jugaba en la posición de base.

## Trayectoria deportiva

### Universidad
Jugó durante tres temporadas con los Owls de la Universidad de Temple, interrumpidas durante 4 años por su participación en la Segunda Guerra Mundial, pilotando un B-25, realizando hasta seis bombardeos sobre Japón. A su regreso consiguió batir los récords de anotación en una temporada y en una carrera vigentes en aquellos años en Temple, destacando sobre todo en 1948, cuando promedió 14,9 puntos por partido.

### Profesional
Fue elegido en la vigésimo cuarta posición del Draft de la BAA de 1949 por Philadelphia Warriors, donde jugó cuatro temporadas como suplente de George Senesky en el puesto de base, destacando la última de ellas, la 1952-53, en la que promedió 6,2 puntos, 3,5 asistencias y 2,9 rebotes por partido.

## Estadísticas de su carrera en la NBA

### Temporada regular
| Temporada | Edad | Equipo                | Liga | P   | TIT | MIN  | TC  | TCA | %TC  | 3P | 3PA | %3P | TL  | TLA | %TL  | R.OF. | R.DEF. | REB | ASIS | ROB | TAP | PER | FP  | PTS |
| 1949-50   | 25   | Philadelphia Warriors | NBA  | 57  |     |      | 1.4 | 4.4 | .323 |    |     |     | 1.4 | 2.3 | .626 |       |        |     | 0.8  |     |     |     | 1.7 | 4.2 |
| 1950-51   | 26   | Philadelphia Warriors | NBA  | 53  |     |      | 1.0 | 3.0 | .329 |    |     |     | 0.8 | 1.5 | .557 |       |        | 1.9 | 1.5  |     |     |     | 1.6 | 2.8 |
| 1951-52   | 27   | Philadelphia Warriors | NBA  | 62  |     | 19.2 | 1.8 | 4.9 | .359 |    |     |     | 1.6 | 2.7 | .593 |       |        | 2.4 | 2.7  |     |     |     | 2.9 | 5.1 |
| 1952-53   | 28   | Philadelphia Warriors | NBA  | 55  |     | 23.4 | 2.2 | 5.8 | .374 |    |     |     | 1.9 | 2.9 | .648 |       |        | 2.9 | 3.5  |     |     |     | 2.9 | 6.2 |
| Total     |      |                       | NBA  | 227 |     | 21.2 | 1.6 | 4.5 | .350 |    |     |     | 1.5 | 2.4 | .612 |       |        | 2.4 | 2.1  |     |     |     | 2.3 | 4.6 |

### Playoffs
| Temporada | Edad | Equipo                | Liga | P | MIN | TCA | TC | 3PA | 3P | TLA | TL | R.OF. | REB | ASIS | ROB | TAP | PER | FP | PTS | %TC  | %3P | %FT  | MIN | PTS | REB | AST |
| 1949-50   | 25   | Philadelphia Warriors | NBA  | 2 |     | 1   | 3  |     |    | 0   | 0  |       |     | 1    |     |     |     | 3  | 2   | .333 |     |      |     | 1.0 |     | 0.5 |
| 1950-51   | 26   | Philadelphia Warriors | NBA  | 1 |     | 0   | 0  |     |    | 0   | 0  |       | 0   | 2    |     |     |     | 2  | 0   |      |     |      |     | 0.0 | 0.0 | 2.0 |
| 1951-52   | 27   | Philadelphia Warriors | NBA  | 3 | 29  | 1   | 3  |     |    | 2   | 5  |       | 2   | 1    |     |     |     | 4  | 4   | .333 |     | .400 | 9.7 | 1.3 | 0.7 | 0.3 |
| Total     |      |                       | NBA  | 6 | 29  | 2   | 6  |     |    | 2   | 5  |       | 2   | 4    |     |     |     | 9  | 6   | .333 |     | .400 | 9.7 | 1.0 | 0.5 | 0.7 |